# 李津 (弘治進士)
李津（1463年—？），字濟之，廣東肇慶府四會縣人，民籍，明朝政治人物。

## 生平
廣東鄉試第三十三名舉人。弘治十五年（1502年）中式壬戌科會試第二百七十四名，二甲第二十七名進士。授山東登州府寧海州知州，正德十一年（1516年）任廣西南寧府知府。

## 家族
曾祖李宗林，知縣；祖父李充；父李金，前典史。前母梁氏；前母陳氏；母羅氏。具庆下。弟注、洋。